# ジョン・シッペン
ジョン・シッペン（John Matthew Shippen Jr. 1879年12月2日 – 1968年5月20日）は黒人とインディアン混血の米国人ゴルファー。全米オープンに何度か出場した。長老派牧師のジョン・シッペン・Sr. とエリーザ・スポットウッド・シッペンを両親としてワシントンDCに生まれた。
シッペンの最高成績は、シネコックヒルズゴルフクラブで開催された1896年の全米オープンと、ガーデンシティーゴルフクラブで開催された1902年の全米オープンにおいていずれも5位タイが記録されている。

## 幼年期
9歳のころ、父がシネコックインディアン居留地（全米最古のゴルフクラブの一つであるシネコックヒルズゴルフクラブの近くにある）の牧師として赴任することになった。シッペンはキャディーとして働きながらクラブ所属のスコットランド人プロであるウィリー・ダンJr. にゴルフを教えられた。

## 1896年の全米オープン
1896年の全米オープンがシネコックで開催され、シッペンは素晴らしいプレーで5位タイとなった。大会前、何人かのクラブメンバーがシッペンのプレーを見てその才能に驚き、みんなでお金を出し合ってエントリー費用を負担してやることを決めた。これによりシッペンはその親友でシネコックインディアンであるオスカー・バンとともに出場できることになった。このときシッペンは黒人ではなくインディアンとして登録したので出場申込することができた（実際、彼の母親はシネコックインディアンだった）。
大会に出場する他のプロたちは人種的な偏見を持った者も多く、大会をボイコットするというような脅しも行われた。だが、USGA会長のセオドア・ハベマイヤー (Theodore Havemeyer) が、「たとえ出場者がシッペンとウィリー・ダンの二人だけになっても大会は行われる」と声明を行ったことで、皆が引き下がった。シッペンは1895年の第1回全米アマチュア選手権に優勝したチャールズ・B・マクドナルドとプレーした。1ラウンド目が終わった時点で2位タイのポジションにつけていたが、2ラウンド目の13番ホールで砂道に打ち込んでしまい、11打を費やした。このホールをパーで回っていればプレーオフに持ち込めた。それでも5位タイでフィニッシュして、ノンアマチュアの4位賞金25ドルを獲得した。優勝したのはスコットランド人のジェームズ・ファウリスで、賞金150ドルを手にした。

## ゴルフキャリア
その後も5回の全米オープンに出場し、最高順位は1902年の5位タイだった.。その後はいくつかのゴルフクラブ専属のプロとして過ごし、最後はニュージャージー州のシャディーレストゴルフコース（Shady Rest Golf Course、当時全米で唯一の黒人カントリークラブ）で、1932年からクラブが公営化された1964年まで所属した。プロショップで自前のブランド “J.M.Shippen” のクラブの販売などもした。
その後1948年にテッド・ローズが出場するまで、全米オープンに黒人 (African-American) 選手は出場していない。

## 米国PGAメンバーシップ
2009年、米国PGAは現役時代にPGAメンバーになることができなかったシッペン、テッド・ローズ (Ted Rhodes)、ビル・スピラー (Bill Spiller) の3名に対して、生前に遡ってメンバーシップを与えた。また、ボクサーだったジョー・ルイスにも名誉メンバーシップが与えられた。

## レガシーと死
1986年にシネコックで全米オープンが開催された際、ABCテレビがシッペンの特集を放送した。皮肉にも、かつてシャディーレストクラブのメンバーだった者たちはそこで初めてシッペンの偉業を知った。